# La que camina con las estrellas
La que Camina con Las Estrellas (también traducido como Mujer que Camina con las Estrellas) fue una mujer oglala lakota que luchó contra los hombres del general Custer en Little Bighorn.
Era la esposa de Perro Cuervo, un guerrero brulé lakota.

## Batalla de Little Big Horn
Mató a dos soldados a machetazos y garrotazos en el agua de la orilla del río durante la batalla de Little Big Horn. Lawson (2007) escribe que "Aunque Perro Cuervo no mató a nadie durante la batalla, su esposa, La Que Camina con las Estrellas, mató a dos soldados que intentaban cruzar el río a nado".
Según los sobrevivientes de Little Big Horn, uno de estos asesinatos tuvo lugar mientras La que Camina con las Estrellas estaba reuniendo caballos del 7.º de caballería extraviados, en el bosque cerca del campamento de los brulé. Al ver a uno de los hombres de Custer arrastrándose entre la maleza en un intento de llegar al río, tomó un trozo de leño flotante del agua y lo golpeó hasta matarlo.